# Canton de Plélan-le-Grand
Le canton de Plélan-le-Grand est une ancienne division administrative française, située dans le département d'Ille-et-Vilaine et la région Bretagne.
À la suite du redécoupage cantonal de 2014, l'ensemble des communes du canton de Plélan-le-Grand sont regroupées dans le canton de Montfort-sur-Meu, sauf Bréal-sous-Montfort qui est associé au canton du Rheu.

## Composition
Le canton de Plélan-le-Grand regroupe les communes suivantes :
| Nom                 | Code Insee | Intercommunalité  | Superficie (km2) | Population (dernière pop. légale) | Densité (hab./km2) |
| ------------------- | ---------- | ----------------- | ---------------- | --------------------------------- | ------------------ |
| Bréal-sous-Montfort | 35037      | CC de Brocéliande | 33,82            | 5 679 (2014)                      | 168                |
| Maxent              | 35169      | CC de Brocéliande | 39,72            | 1 447 (2014)                      | 36                 |
| Monterfil           | 35187      | CC de Brocéliande | 16,94            | 1 310 (2014)                      | 77                 |
| Paimpont            | 35211      | CC de Brocéliande | 110,28           | 1 656 (2014)                      | 15                 |
| Plélan-le-Grand     | 35223      | CC de Brocéliande | 49,74            | 3 772 (2014)                      | 76                 |
| Saint-Péran         | 35305      | CC de Brocéliande | 9,37             | 395 (2014)                        | 42                 |
| Saint-Thurial       | 35319      | CC de Brocéliande | 18,01            | 2 078 (2014)                      | 115                |
| Treffendel          | 35340      | CC de Brocéliande | 18,98            | 1 273 (2014)                      | 67                 |

## Représentation

### conseillers généraux de 1833 à 2015
- De 1833 à 1848, les cantons de Plélan-le-Grand et de Saint-Méen-le-Grand avaient le même conseiller général. Le nombre de conseillers généraux était limité à 30 par département[1].

| Période | Période      | Identité                                                     | Étiquette          | Qualité |
| ------- | ------------ | ------------------------------------------------------------ | ------------------ | --- |
| 1833    | 1839 (décès) | M. Brager                                                    |                    | Conseiller à la Cour royale de Rennes                                                                               |
| 1839    | 1839         | Yves Jean Denise (1775-1853)                                 |                    | Docteur en médecine Maire de Saint-Méen-le-Grand                                                                    |
| 1839    | 1848         | Charles François d'Andigné, Marquis de la Chasse (1791-1879) | Droite monarchiste | Propriétaire, ancien officier de cavalerie Député (1839-1851) Propriétaire à Paris                                  |
| 1848    | 1852         | Joseph de Poulpiquet du Halgouët                             |                    | Propriétaire du château des Haies à Maxent, conseiller d'arrondissement                                             |
| 1852    | 1880         | Edmond Duval                                                 | Droite             | Directeur de forges, maire de Paimpont                                                                              |
| 1880    | 1886         | Désiré André                                                 | Républicain modéré | Maire de Plélan-le-Grand, conseiller d'arrondissement                                                               |
| 1886    | 1895         | François Aubry                                               | Droite             | Notaire, maire de Plélan-le-Grand                                                                                   |
| 1895    | 1898         | Théophile Fleury                                             | Droite             | Marchand boucher, expéditeur de viandes à Plélan-le-Grand                                                           |
| 1898    | 1904         | Benjamin Rawle                                               | Conservateur       | Propriétaire, clerc de notaire - Maire de Saint-Péran                                                               |
| 1904    | 1928         | Edmond Rawle (fils du précédent)                             | Conservateur       | Propriétaire - Maire de Saint-Péran                                                                                 |
| 1928    | 1940         | Albert Desbois                                               | RG                 | Maire de Plélan-le-Grand                                                                                            |
|         |              |                                                              |                    | |
| 1945    | 1949         | Yves Kerhervé                                                | Rad.Ind.           | Médecin à Plélan-le-Grand                                                                                           |
| 1949    | 1961         | Félix Ferran                                                 | Rad. > DVD         | Agriculteur forestier - Maire de Saint-Péran                                                                        |
| 1961    | 1967         | Emmanuel Chalmet (1921-2005)                                 | DVD                | Agriculteur à Paimpont                                                                                              |
| 1967    | 1979         | Pierre de Rémond du Chelas (1906-1994)                       | DVD > RPR          | Général de brigade de cavalerie - Maire de Paimpont                                                                 |
| 1979    | 2004         | Marie-Joseph Bissonnier                                      | DVD                | Chirurgien-dentiste Maire de Plélan-le-Grand (1979-1995) Président du Conseil général d'Ille-et-Vilaine (2001-2004) |
| 2004    | 2015         | Rozenn Geffroy                                               | PS                 | Attachée territoriale Conseillère municipale de Monterfil (depuis 2008)                                             |

### Conseillers d'arrondissement (de 1833 à 1940)
Le canton de Plélan avait deux conseillers d'arrondissement.
Il appartenait à l'arrondissement de Montfort-sur-Meu jusqu'à sa disparition en 1926.
| Période | Période      | Identité                         | Étiquette               | Qualité |
| ------- | ------------ | -------------------------------- | ----------------------- | --- |
| 1833    | 1836         | M. Brénet                        |                         | Négociant à Rennes                                                                                          |
| 1833    | 1836         | M. Crignon Bonvalet              |                         | Propriétaire à Rennes                                                                                       |
| 1836    | 1842         | M. Demonteuil                    |                         | Propriétaire à Plélan                                                                                       |
| 1836    | 1848         | Julien Marie Bernard Vallée      |                         | Notaire à Paimpont, propriétaire de la métairie du Châtenay                                                 |
| 1842    | 1848         | Joseph de Poulpiquet du Halgouët |                         | Propriétaire du château des Haies à Maxent                                                                  |
|         |              |                                  |                         | |
|         | 1890 (décès) | Mathurin Guérin (1840-1890)      |                         | Marchand à Paimpont                                                                                         |
|         |              |                                  |                         | |
| 1901    | 1904         | Edmond Rawle                     | Conservateur            | Propriétaire - Maire de Saint-Péran                                                                         |
|         |              |                                  |                         | |
| 1901    | 1919         | Jean Richard                     | Conservateur            | Médecin à Plélan-le-Grand                                                                                   |
| 1904    | 1919         | Emmanuel Pinson                  | Libéral                 | Notaire, maire de Plélan-le-Grand                                                                           |
| 1919    | 1925         | Louis Oberthür (1878-1963)       | Libéral                 | Industriel, maire de Monterfil                                                                              |
| 1925    | 1937         | Auguste Sicard                   | Républicain indépendant | Notaire, maire de Treffendel                                                                                |
| 1937    | 1940         | Olivier Pinson                   | Union nationale         | Notaire, maire de Plélan-le-Grand                                                                           |
| 1937    | 1940         | Ferdinand Gruel                  | Union nationale         | Adjoint au maire de Bréal-sous-Montfort                                                                     |
| 1940    |              |                                  |                         | Les conseils d'arrondissement ont été suspendus par la loi du 12 octobre 1940 et n'ont jamais été réactivés |

### Résultats électoraux
Élections cantonales, résultats des deuxièmes tours :
- Élections cantonales de 2004 : 51.21 % pour Rozenn Geffroy (PS), 48.79 % pour Marie-Joseph Bissonnier (UMP), 70.13 % de participation[4].
- Élections cantonales de 2011 : 53.99 % pour Rozenn Geffroy (PS), 46.01 % pour Loïc Aubin (UMP), 50.33 % de participation[5].

## Démographie
| 1962  | 1968  | 1975  | 1982   | 1990   | 1999   | 2006   | 2011   | 2012   |
| ----- | ----- | ----- | ------ | ------ | ------ | ------ | ------ | ------ |
| 9 192 | 9 085 | 9 685 | 10 495 | 11 310 | 12 627 | 15 108 | 16 575 | 16 805 |